# Московско-Петроградская линия
Моско́вско-Петрогра́дская линия — вторая линия Петербургского метрополитена. Соединяет через центр южные и северные районы Санкт-Петербурга — от Московского района до северной части Выборгского. Семь станций на линии расположены вдоль Московского проспекта — одной из основных магистралей на юге города. Первая в РСФСР с организацией кросс-платформенного пересадочного узла, образовавшегося вследствие открытия второго зала станции «Технологический институт» одновременно с открытием первой очереди линии до станции «Парк Победы». Единственная в Петербургском метрополитене, обе конечные станции которой являются наземными крытыми («Купчино» и «Парнас»). Является самой длинной в метрополитене. На схемах и указателях обозначается синим цветом и пиктограммой .

## История
Строительство линии началось в 1958 году, после выхода постановления «об устранении излишеств в проектировании и строительстве», а первый участок линии был открыт 29 апреля 1961 года и состоял из 5 станций: от «Парка Победы» до второго зала «Технологического института». Из-за этого оформление станций значительно отличается от первых станций Кировско-Выборгской линии минималистичностью. На некоторых станциях стены оштукатурены на всю высоту (Невский проспект, частично Электросила), либо выложены керамической плиткой (Сенная площадь, Петроградская). На прочих для отделки использовались крупные плоские панели из мрамора. На первых станциях линии также не использовалось люстр, вместо них — люминесцентные лампы без плафонов, либо закарнизное освещение.
Кроме устранения архитектурных излишеств, экономия средств выражалась и в других особенностях. Все станции этой линии, кроме «Технологического института», не способны принять поезда длиннее 6 вагонов (1 линия принимает 8 вагонов с частичным заходом заднего в тоннель). На линии было построено 7 пилонных станций подряд, многие из них имеют короткий центральный зал. 4 станции были построены с типовыми наземными вестибюлями — «ротондами», имеющими защиту от прямого попадания авиационной бомбы. На этой линии впервые в мире были построены станции типа «горизонтальный лифт».
В рамках строительства 2-й очереди 2-й линии предполагалось построить станцию под Марсовым полем, однако из-за обнаруженного плывуна от станции пришлось отказаться.
9 октября 1965 года начаты испытания системы автоматического управления поездами, предусматривающей ведение без помощи машиниста. Однако систему не удалось довести до состояния, позволяющего водить поезда без машиниста.
При строительстве перегона от станции «Парк Победы» до станции «Московская» были обнаружены залежи песчаника, из-за чего щитовая проходка была невозможна — производилась ручная проходка отбойными молотками, а также буровзрывной метод проходки.
С 1980-х годов на линии было также построено 4 станции односводчатого типа и одна колонная (Проспект Просвещения), имеющие более богатое оформление. Конечные станции — Купчино и Парнас — были построены соответственно в 1972 и 2006 годах и являются крытыми наземными станциями перед въездом в депо (соответственно ТЧ-3, построенное в 1972 году и ТЧ-6 в 2000).
С 25 мая до 2 июня 2009 года станции на второй линии объявлялись голосом певца Александра Розенбаума.

### Хронология пусков
| Дата пуска           | Участок                                                                          | Длина   | Кол-во станций |
| -------------------- | -------------------------------------------------------------------------------- | ------- | -------------- |
| 29 апреля 1961 года  | «Технологический институт» — «Парк Победы»                                       | 5,4 км  | 5              |
| 1 июля 1963 года     | «Технологический институт» — «Петроградская»                                     | 5,9 км  | 4              |
| 25 декабря 1969 года | «Парк Победы» — «Московская»                                                     | 1,8 км  | 1              |
| 12 декабря 1972 года | «Московская» — ТЧ-3 «Московское»                                                 | 4,3 км  | —              |
| 25 декабря 1972 года | «Звёздная» и «Купчино» (на действующем участке «Московская» — ТЧ-3 «Московское») | —       | 2              |
| 4 ноября 1982 года   | «Петроградская» — «Удельная»                                                     | 6,6 км  | 3              |
| 19 августа 1988 года | «Удельная» — «Проспект Просвещения»                                              | 3,8 км  | 2              |
| 1 февраля 2000 года  | «Проспект Просвещения» — ТЧ-6 «Выборгское»                                       | 2,3 км  | —              |
| 22 декабря 2006 года | «Парнас» (на действующем участке «Проспект Просвещения» — ТЧ-6 «Выборгское»)     | —       | 1              |
|                      | Всего:                                                                           | 30,1 км | 18 станций     |

### История переименований
| Дата             | Старое название | Нынешнее название |
| ---------------- | --------------- | ----------------- |
| 1 июля 1992 года | Площадь Мира    | Сенная площадь    |

## Станции
Все станции Московско-Петроградской линии, кроме «Купчино» и «Парнаса», имеют островные платформы.

Глубина заложения станций линии

|  | Название станции                             | Дата открытия   | Тип станции                              | Глубина, (м) | Координаты                      | Район города         | Вид станции |
|  | -------------------------------------------- | --------------- | ---------------------------------------- | ------------ | ------------------------------- | -------------------- | ----------- |
|  | Парнас                                       | 22 декабря 2006 | крытая наземная                          | 0            | 60°04′01″ с. ш. 30°20′02″ в. д. | Выборгский район     |             |
|  | Проспект Просвещения                         | 19 августа 1988 | колонно-стеновая                         | 65           | 60°03′05″ с. ш. 30°19′56″ в. д. | Выборгский район     |             |
|  | Озерки                                       | 19 августа 1988 | односводчатая                            | 59           | 60°02′13″ с. ш. 30°19′17″ в. д. | Выборгский район     |             |
|  | Удельная                                     | 4 ноября 1982   | односводчатая                            | 64           | 60°01′00″ с. ш. 30°18′56″ в. д. | Выборгский район     |             |
|  | Пионерская                                   | 4 ноября 1982   | односводчатая                            | 67           | 60°00′09″ с. ш. 30°17′48″ в. д. | Приморский район     |             |
|  | Чёрная речка                                 | 4 ноября 1982   | односводчатая                            | 67           | 59°59′06″ с. ш. 30°18′04″ в. д. | Приморский район     |             |
|  | Петроградская                                | 1 июля 1963     | закрытого типа                           | 53           | 59°57′58″ с. ш. 30°18′42″ в. д. | Петроградский район  |             |
|  | Горьковская                                  | 1 июля 1963     | пилонная с укороченным центральным залом | 53           | 59°57′22″ с. ш. 30°19′07″ в. д. | Петроградский район  |             |
|  | Невский проспект                             | 1 июля 1963     | пилонная                                 | 63           | 59°56′06″ с. ш. 30°19′42″ в. д. | Центральный район    |             |
|  | Сенная площадь до 1 июля 1992 «Площадь Мира» | 1 июля 1963     | пилонная                                 | 55           | 59°55′37″ с. ш. 30°19′13″ в. д. | Адмиралтейский район |             |
|  | Технологический институт                     | 11 апреля 1961  | пилонная                                 | 60           | 59°54′59″ с. ш. 30°19′06″ в. д. | Адмиралтейский район |             |
|  | Фрунзенская (закрыта с 1 июня 2024)          | 29 апреля 1961  | пилонная с укороченным центральным залом | 39           | 59°54′22″ с. ш. 30°19′02″ в. д. | Адмиралтейский район |             |
|  | Московские ворота                            | 29 апреля 1961  | пилонная с укороченным центральным залом | 35           | 59°53′29″ с. ш. 30°19′04″ в. д. | Московский район     |             |
|  | Электросила                                  | 29 апреля 1961  | пилонная с укороченным центральным залом | 35           | 59°52′44″ с. ш. 30°19′07″ в. д. | Московский район     |             |
|  | Парк Победы (закрыта с 29 июня 2025)         | 29 апреля 1961  | закрытого типа                           | 35           | 59°51′59″ с. ш. 30°19′18″ в. д. | Московский район     |             |
|  | Московская                                   | 25 декабря 1969 | закрытого типа                           | 29           | 59°51′07″ с. ш. 30°19′19″ в. д. | Московский район     |             |
|  | Звёздная                                     | 25 декабря 1972 | закрытого типа                           | 22           | 59°49′59″ с. ш. 30°20′58″ в. д. | Московский район     |             |
|  | Купчино                                      | 25 декабря 1972 | крытая наземная                          | 0            | 59°49′46″ с. ш. 30°22′31″ в. д. | Московский район     |             |

### Типы станций

#### Колонная станция глубокого заложения
При пуске линии в 1961 году первой колонной станцией на Московско-Петроградской линии стал первый зал станции «Технологический институт», открытый в 1955 году в составе Кировско-Выборгской линии, образовав с ней кросс-платформенный пересадочный узел.
Вторая колонная (колонно-стеновая) станция — «Проспект Просвещения» — появилась на пусковом участке «Удельная» — «Проспект Просвещения» в 1988 году.

#### Односводчатая станция глубокого заложения
Данный тип станции представляет собой однообъёмный большой зал. На Московско-Петроградской линии станции такого типа появились на пусковых участках «Петроградская» — «Удельная» и «Удельная» — «Проспект Просвещения» в 1982 и 1988 годах.
На 2025 год таких станций на Московско-Петроградской линии четыре:
- «Озерки» (1988),
- «Удельная» (1982),
- «Пионерская» (1982),
- «Чёрная речка» (1982).

#### Пилонная станция глубокого заложения
Впервые на Московско-Петроградской линии станции такого типа появились в первой очереди на пусковом участке «Технологический институт» — «Парк Победы» в 1961 году.
На 2025 год таких станций на Московско-Петроградской линии восемь:
- «Горьковская» (1963),
- «Невский проспект» (1963),
- «Сенная площадь» (1963),
- второй зал станции «Технологический институт» (1961),
- «Фрунзенская» (1961),
- «Московские ворота» (1961),
- «Электросила» (1961).

Все они следуют друг за другом. Станции «Горьковская», «Фрунзенская», «Московские ворота» и «Электросила» имеют укороченный центральный зал.

#### Станция закрытого типа
В Санкт-Петербурге (Ленинграде) станции такого типа впервые появились в первой очереди Московско-Петроградской линии на пусковом участке «Парк Победы» — «Технологический институт». Такие станции имеют платформенные раздвижные двери, ограждающие пассажиров от путей. На ней же расположены первая и последняя станции такого типа — «Парк Победы» и «Звёздная». 
Всего на Московско-Петроградской линии таких станций четыре:
- «Звёздная» (1972),
- «Московская» (1969),
- «Парк Победы» (1961),
- «Петроградская» (1963).

#### Наземная станция
Две таких станции на линии — «Купчино» и «Парнас» — появились в 1972 и 2006 году соответственно, став конечными на юге и севере линии.

## Пересадки
С севера на юг:
| Со станции               | На станцию               |
| ------------------------ | ------------------------ |
| Невский проспект         | Гостиный двор            |
| Сенная площадь           | Спасская                 |
| Сенная площадь           | Садовая                  |
| Технологический институт | Технологический институт |

## Электродепо
| Электродепо       | Период                           |
| ----------------- | -------------------------------- |
| ТЧ-1 «Автово»     | 1961—1972                        |
| ТЧ-3 «Московское» | 12 декабря 1972 — 31 января 2013 |
| ТЧ-6 «Выборгское» | 2013 — настоящее время           |

## Подвижной состав

### Количество вагонов в составах
С момента пуска первой очереди и до 1970 года линию обслуживали 4- и 5-вагонные составы, далее — 6-вагонные. Дальнейшее увеличение количества вагонов в составах невозможно, так как проектная длина платформ на всех станциях изначально рассчитывалась только на шесть вагонов. В дальнейшем с расчётом на 6-вагонную составность поездов — как канав в ангарах, так и самих нефов — также было построено и электродепо ТЧ-6 «Выборгское», помимо Московско-Петроградской линии обслуживавшее Фрунзенско-Приморскую.
| Количество | Годы                   |
| ---------- | ---------------------- |
| 4          | 1961                   |
| 5          | 1961—1970              |
| 6          | 1970 — настоящее время |

### Тип подвижного состава
| Тип                        | Период                 |
| -------------------------- | ---------------------- |
| Д                          | 1961—1992              |
| Ема, Ем, Емх               | 1967—1998              |
| Ема-502, Ем-501, Емх-503   | 1971—1998              |
| 81-717.5/714.5             | 1988 — настоящее время |
| 81-717/714                 | 1998 — настоящее время |
| 81-540.1/541.1             | 2000 — настоящее время |
| 81-540/541                 | 2001—2013              |
| 81-540.9/541.9             | 2005 — настоящее время |
| 81-717.5П/714.5П           | 2012 — настоящее время |
| 81-722/723/724 «Юбилейный» | 2020—2022              |
| 81-725/726/727 «Балтиец»   | 2026 (планируется)     |

Поезда модели 81-722/723/724 «Юбилейный», ранее эксплуатируясь на линии (с 20 марта 2020 года по июль 2022 года), впоследствии были переданы обратно из ТЧ-6 «Выборгское» в ТЧ-5 «Невское» для дальнейшей эксплуатации на Невско-Василеостровской линии, причиной чему стало сокращение составности поездов на Фрунзенско-Приморской линии с восьми до семи вагонов, в свою очередь вызванное, по слухам в Сети, нехваткой запчастей. Официальной причиной называется падение пассажиропотока на Фрунзенско-Приморской линии в 2019—2022 гг., однако в 2019 году на Фрунзенско-Приморской линии составность поездов увеличили с шести до восьми вагонов в связи с увеличением пассажиропотока.
С зимы по весну 2024 года в ТЧ-6 «Выборгское» находился промежуточный вагон серии 81-541.7 № 11478 — последний в Петербургском метрополитене, оборудованный польскими антивандальными бархатными сидениями, ранее курсировавший по Фрунзенско-Приморской линии с припиской к ТЧ-7 «Южное», куда позже был возвращён.
В 2025 году, по словам вице-губернатора Кирилла Полякова, на линию планируется поставка поездов «Балтиец» (первоначально по контракту планировалось в 2026 году), что станет первым опытом Петербургского метрополитена в эксплуатации электропоезда с прислонно-сдвижными дверьми (перед открытием выдвигающимися за кузов вагона) на станциях закрытого типа. Первоначально эксплуатация с прислонно-сдвижными дверьми предполагалась на станциях с платформенными раздвижными дверьми Красносельско-Калининской линии, однако в июле 2024 года её открытие было перенесено на неопределённый срок. Затем в предвыборной кампании Александра Беглова была обозначена конкретика даты открытия — до конца 2025 года. При этом во времена проектирования поезда «НеВа», эксплуатирующегося на Невско-Василеостровской линии, где также находятся станции закрытого типа, было сочтено, что эксплуатация на станциях закрытого типа прислонно-сдвижных дверей, которые в нём планировались изначально вместо в итоге установленных «карманных», будет проблематичной.

## Происшествия

### Гибель рабочих в ночное окно
В 1993 году в тоннеле у станции «Пионерская» мотовоз переехал находившихся там рабочих, которые от полученных травм позже скончались.

### Авария на эскалаторе станции «Невский проспект»
11 ноября 1993 года в 16:35 в зубья одного из работавших на спуск эскалаторов попало колесо хозяйственной сумки-тележки одного из пассажиров. Дежурная по станции отключила эскалатор, толпа пассажиров двинулась вниз пешком, несмотря на указания дежурного. В результате 15 человек, находившиеся в нижней части машины, оказались под давлением толпы, спасти жизнь одного из них не удалось.

### Обрушение бетонного козырька вестибюля станции «Сенная площадь»
10 июня 1999 года в 19:45 пятиметровый бетонный козырёк наземного павильона, площадью около 50 квадратных метров, обрушился на людей. Авария унесла 7 жизней. Три женщины и двое мужчин погибли на месте, ещё двое раненых — мужчина и женщина — скончались в больнице на следующий день. Причина — ошибки при проектировании вестибюля.

### Неисправность тормозов подвижного состава на участке «Петроградская» — «Пионерская»

Двумя синими стрелками на участке с показанным расстоянием между двумя станциями выделено место, где вперёд и назад несколько раз ехал поезд с отключёнными тормозами (воздухораспределителями во всех шести вагонах, возможных на линии при движении с пассажирами)

10 февраля 2012 года в 18:23 состав, следовавший в сторону «Парнаса» по первому пути, совершил запланированную остановку на «Петроградской», проехав до сигнального знака «Остановка первого вагона», чтобы совместить двери поезда с дверьми станции («Петроградская» — станция закрытого типа). Однако при попытке тронуться далее произошёл сбой в пневматической системе торможения, вызванный сколом и подгоревшими контактами кнопки «Вентиль замещения № 1», в результате чего поезд простоял около пяти минут на станции до тех пор, пока инструктор не помог машинисту вручную сбросить тормозное давление путём отключения воздухораспределителей в каждом из вагонов. По инструкции, состав в таком состоянии стал непригоден для движения с пассажирами и должен был произвести их высадку, после чего быть отправленным в ближайший ПТО. Вопреки ним, машинист с инструктором решили «дотянуть» состав до ПТО вручную при помощи резервного (дополнительного) управления, исключающее использование электрического торможения, и в 18:28 состав отправился в сторону «Чёрной речки». Поскольку перегон «Чёрная речка» — «Пионерская» имеет предельно допустимый Правилами технической эксплуатации (ПТЭ) уклон крутизной 60 ‰ (тысячных — спуск на 6 метров через каждые 100 метров), что связано с прохождением тоннеля под впадиной дна подземной реки, стояночные тормоза не справились с нагрузкой и отказали за 300 м до въезда на станцию, отчего состав проехал «Чёрную речку» без остановки, а позже развил скорость 60 км/ч в сторону «Пионерской». Дежурный по станции, не сумев связаться с аварийным составом, догадался в чём дело и подал сигнал энергодиспетчеру для отключения питания контактного рельса на перегоне, в результате чего состав снизил скорость, но по инерции доехал до середины перегона, затем поехал в обратную сторону и проехал «Чёрную речку» до упора, а после — опять сменил направление и остановился в тоннеле между «Чёрной речкой» и «Пионерской». Инцидент в СМИ прозвали «американскими горками в Питере». Никто не пострадал. По версии газеты «Взгляд», машинист и машинист-инструктор в дальнейшем уволились по собственному желанию. Согласно же сюжету телеканала НТВ, они продолжили работу в метрополитене, но на других должностях.

### Взрыв на перегоне «Сенная площадь» — «Технологический институт»
3 апреля 2017 года в 14:30 в поезде на перегоне между станциями «Сенная площадь» и «Технологический институт» (первый колонный зал) произошёл взрыв. Погибло 16 человек (вместе со смертником), 103 получили ранения.

## Перспективы
Согласно планам по развитию метрополитена до 2048 года, никаких работ по продлению линии не предполагается. Однако есть ряд перспективных проектов, предусматривающих различные направления строительства:
- Под «вилочное» продление на север, в район Парголово. На перегоне «Проспект Просвещения» — «Парнас» есть заделы для строительства новых тоннелей[37] — это тупики для отстоя составов, расположенные по бокам от главных тоннелей.
- Строительство ответвления на юг в сторону аэропорта «Пулково» после станции «Московская» (планировалось к реализации в 1990-х годах).

Тем не менее, на данный момент эти проекты всерьёз не рассматриваются.
В 1970-х годах планировалось построить ответвление от станции «Петроградская» на Крестовский остров.

## Технические подробности
На линии основным средством сигнализации является автоблокировка с автостопами и защитными участками, дополненная АЛС-АРС. На линии присутствует система автоведения «ПА-КСД» и её модификации (расшифровываемая как «поездная автоматическая комплексная система „Движение“»), при которой торможение поезда может осуществляться без выхода из него.

## Особенности
- Перегон линии «Невский проспект» — «Горьковская» имеет предельно допустимый Правилами технической эксплуатации (ПТЭ) уклон крутизной 60 ‰ (тысячных — спуск на 6 метров через каждые 100 метров)[41][42], что связано с прохождением тоннеля под впадиной дна подземной реки.
- На данной линии расположены как самая первая, так и самая последняя в Петербургском метрополитене станция закрытого типа— «Парк Победы» (29 апреля 1961 года) и «Звёздная» (25 декабря 1972).

## Недочёты при строительстве
После выхода постановления ЦК КПСС и Совета министров СССР «Об устранении излишеств в проектировании и строительстве» от 4 ноября 1955 года Московско-Петроградскую линию, в отличие от Кировско-Выборгской, рассчитанной на 8-вагонные составы, в целях экономии было решено строить под приём 6-вагонных составов, что впоследствии сказалось на её пропускной способности (загруженности) в худшую сторону. С постановлением также связано появление станций закрытого типа, впоследствии оказавшихся дорогими в эксплуатации. Помимо этого, им требуется индивидуальный подвижной состав, расположение дверей которого в точности повторяет их расположение на станции. По этой причине в 1960-х годах Московско-Петроградской и ещё одной линии, на которой находятся станции закрытого типа — Невско-Василеостровской (тоже рассчитанной на 6-вагонные составы), не подошли вагоны типа «Е», имевшие, по сравнению с предыдущим типом вагонов «Д», иную планировку, связи с чем Мытищинскому машиностроительному заводу пришлось конструировать их усовершенствованную (модернизированную) версию — Ем. Также вагоны «Е» не были оборудованы системой автоведения для точной остановки на станциях закрытого типа.
Согласно архивным документам от 3 декабря 1963 года, против строительства станций закрытого типа возражала часть сотрудников Ленинградского метрополитена, указывая, в частности, на то, что их достоинства в виде быстроты возведения (как изначальное обоснование их появления) сводятся на нет при эксплуатации. Несмотря на возражения, в частности первая очередь Невско-Василеостровской линии состояла только из станций закрытого типа.

## В компьютерных играх
- Участок Московско-Петроградской линии от «Технологического института» до «Московской» присутствует в дополнении (моде) «Metrostroi Subway Simulator» к игре «Garry’s Mod» в Steam[55]. Функционирует в виде аддонов в Steam Workshop и разработан «игроками-энтузиастами». Дополнение отличается от других компьютерных симуляторов поезда высокой реалистичностью[56].

### Комментарии
1. ↑  После 1993 года[2] все линии в навигации обозначаются номерами и цветами[3], однако названия линий, образованные от соединяемых ими районов, продолжают использоваться в рабочей документации[4]